# Symplocos wooroonooran
Symplocos wooroonooran är en tvåhjärtbladig växtart som beskrevs av L.W. Jessup. Symplocos wooroonooran ingår i släktet Symplocos och familjen Symplocaceae. Inga underarter finns listade i Catalogue of Life.